# Schleifmühle (Herzogenaurach)
Schleifmühle (anhörenⓘ) ist ein Gemeindeteil der Stadt Herzogenaurach im Landkreis Erlangen-Höchstadt (Mittelfranken, Bayern). Schleifmühle liegt in der Gemarkung Burgstall.

## Geographie
Die Einöde bestehend aus zwei Wohn- und fünf Nebengebäuden liegt am Schleifmühlbach, einem rechten Zufluss der Mittleren Aurach. Unmittelbar nördlich befindet sich eine Neubausiedlung von Herzogenaurach. Im Süden befindet sich der Birkenberg. Ein Anliegerweg führt nördlich nach Herzogenaurach. Durch die Einöde verläuft der Fränkische Marienweg.

## Geschichte
Ihr ursprünglicher Name war wohl Fuchsmühle, wahrscheinlich nach dem Familiennamen ihres Besitzers benannt. Die Mühle wurde – dem Namen nach zu schließen – als Schleifmühle betrieben.
Gegen Ende des 18. Jahrhunderts bestand Schleifmühle aus einem Anwesen. Das Hochgericht übte das brandenburg-ansbachische Stadtvogteiamt Langenzenn aus. Das bambergische Amt Herzogenaurach war der Grundherr über die Mühle.
Im Rahmen des Gemeindeedikts wurde Schleifmühle dem 1808 gebildeten Steuerdistrikt Obermichelbach und der im selben Jahr gegründeten Ruralgemeinde Burgstall zugeordnet.
Am 1. Januar 1972 wurde Schleifmühle im Zuge der Gebietsreform in die Stadt Herzogenaurach eingegliedert.

### Einwohnerentwicklung
| Jahr      | 001818 | 001861 | 001871 | 001885 | 001900 | 001925 | 001950 | 001961 | 001970 | 001987 |
| Einwohner | 9      | 8      | 8      | 6      | 5      | 4      | 6      | 4      | 5      | 2      |
| Häuser    | 2      |        |        | 1      | 1      | 1      | 1      | 1      |        | 1      |
| Quelle    | [ 9 ]  | [ 10 ] | [ 11 ] | [ 12 ] | [ 13 ] | [ 14 ] | [ 15 ] | [ 16 ] | [ 17 ] | [ 1 ]  |

## Religion
Der Ort ist römisch-katholisch geprägt und nach St. Magdalena (Herzogenaurach) gepfarrt. Die Einwohner evangelisch-lutherischer Konfession waren ursprünglich nach St. Peter und Paul (Münchaurach) gepfarrt, seit den 1950er Jahren ist die Pfarrei Herzogenaurach zuständig.